# Lemmer

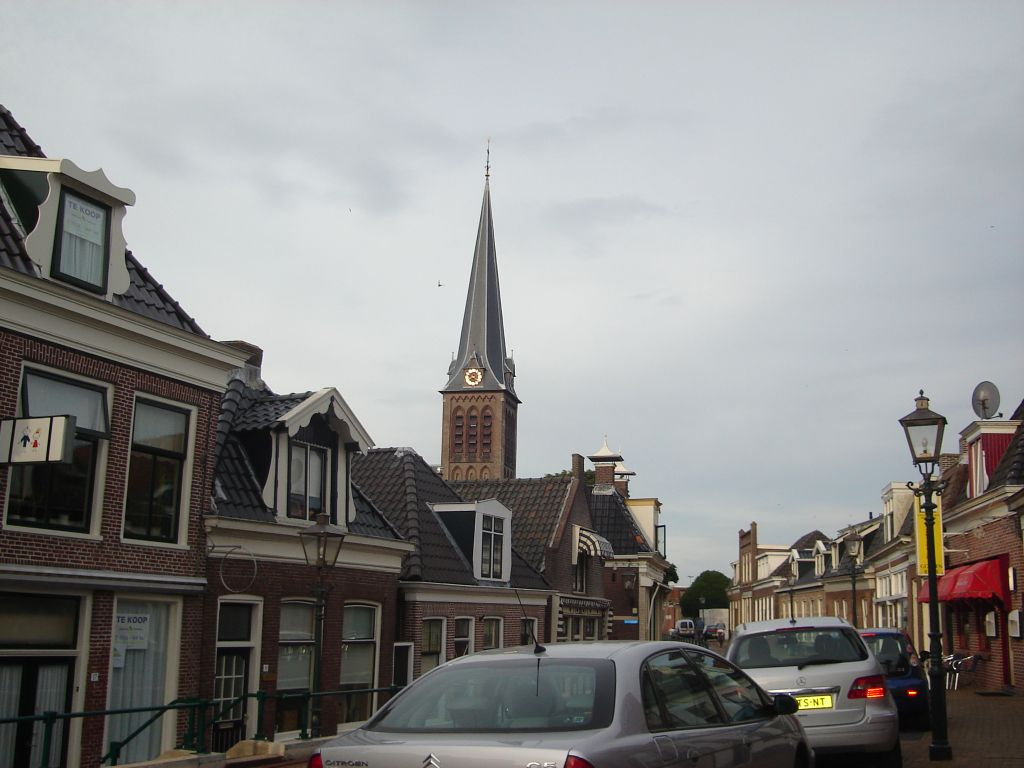
Kościół w Lemmer

Lemmer (fryz. De Lemmer) − miejscowość położona w Holandii, we Fryzji, w gminie De Fryske Marren, dawniej pobliżu Zuiderzee, dziś nad zatoką sztucznego jeziora IJsselmeer. Do końca 2014 roku Lemmer było ośrodkiem administracyjnym gminy Lemsterland. W 2023 roku miejscowość liczyła 10370 mieszkańców.
Lemmer jest znaną miejscowością turystyczną na co złożyła się zabytkowa zabudowa centrum, zadbana plaża, liczne przystanie dla jachtów, oraz duża liczba miejsc noclegowych. Poza tym znajduje się tu stacja pomp parowych Woudagemaal, która została zakwalifikowana jako obiekt światowego dziedzictwa przyrodniczego i kulturalnego  ludzkości UNESCO. Jest to jeden z 7 obiektów w całej Holandii, które znalazły się na listach UNESCO.